# Kurhan Melek-Czesmienski
Kurhan Melek-Czesmienski (ros. Мелек-Чесменский курган) – jeden z kurhanów nekropoli Pantikapajonu, położony w centrum współczesnego Kerczu. Należał zapewne do bogatego mieszkańca Bosforu z 2 połowy IV wieku p.n.e.
Kurhan odkryty został w 1853 roku przez dyrektora Kerczańskiego Muzeum Starożytności Aleksandra Lucenko (Люценко). W czasie prac archeologicznych w kurhanie znaleziono pozostałości wyposażenie grobowego oraz biżuterii. Pierwotne wymiary szacowane są na: 12 metrów wysokości i około 60 metrów promienia. Kurhan przykrywał komorę grobową w kształcie kwadratu oraz prowadzący do niej kamienny korytarz (domos) o długości 9 m. Komora oraz korytarz zbudowany jest z ciosanego kamienia układanego bez zaprawy.
Obecnie znajduje się na terenie dworca autobusowego w Kerczu. Znajduje się w nim mini muzeum, wstęp płatny.